# Грачёв, Вадим Викторович
Вади́м Ви́кторович Грачёв (15 января 1932, Нерехта, Костромская область — 31 июля 1994, Москва, Россия) — советский и российский актёр театра и кино.

## Деятельность
Вадим Грачёв родился 15 января 1932 года в городе Нерехта. По окончании школы поступил на историко-международный факультет Московского государственного института международных отношений, но, проучившись там два года, забрал документы и поступил на актёрский факультет Театрального училища имени Щукина, на курс Веры Константиновны Львовой. Однокурсниками Грачёва стали Лев Борисов, Нина Дорошина, Инна Ульянова, Александр Ширвиндт.
Учась на третьем курсе, Вадим Грачёв сыграл одну из центральных ролей в фильме Татьяны Лукашевич «Аттестат зрелости», рассказывающего о непростых отношениях между собой старшеклассников в школе. Вслед за этим фильмом сразу последовала главная роль в приключенческой ленте Александрa Разумногo «Случай с ефрейтором Кочетковым».
Окончив институт в 1956 году, Вадим Грачёв был приглашён в труппу Театра-студии киноактёра. К сожалению, новых значимых работ в кино у актёра больше не было. Последовали роли второго плана, а затем эпизоды: лейтенант Касьянов («Ночной патруль»), Цаплин («Сомбреро»), Андрей («Слепой музыкант»), Виктор Бодров («Венский лес»), фон Ревентгоф («Человек в штатском»), фон Дуст («Дни Турбиных»), Николай Ильич («Странная женщина»), одессит Аркадий («Не будите спящую собаку»).
В 1993 году актёр увольняется из Театра-студии киноактера. Вадим Викторович умер 31 июля 1994 в Москве. Похоронен на Востряковском кладбище.

## Семья и окружение
Был трижды женат. 2 дочери (от второго и третьего брака).
Дружил с актёрами Олегом Голубицким и Николаем Барминым.

## Фильмография
1. 1954 — «Аттестат зрелости» (Женя Кузнецов)
2. 1955 — «Случай с ефрейтором Кочетковым» (ефрейтор Кочетков)
3. 1957 — «Ночной патруль» (лейтенант Касьянов)
4. 1959 — «Его поколение» (Юрко)
5. 1959 — «Сомбреро» (Цаплин)
6. 1960 — «Ждите писем» (Владимир Котов)
7. 1960 — «Слепой музыкант» (Андрей),
8. 1962 — «Венский лес» (Виктор Бодров)
9. 1962 — «Увольнение на берег» (Степа)
10. 1962 — «Ход конём» (Сапунов)
11. 1964 — «Сказка о потерянном времени» (сержант милиции Маслюченко)
12. 1968 — «Кура неукротимая» (начальник полиции)
13. 1969 — «Последние каникулы» (командир колонны)
14. 1969 — «Свой» (судья)
15. 1969 — «Старый знакомый» (архитектор)
16. 1970 — «Освобождение» (полковник Голубов)
17. 1972 — «Визит вежливости» (Сабинин)
18. 1973 — «Невероятные приключения итальянцев в России» (таможенник)
19. 1973 — «Попутный ветер» (Савельев)
20. 1973 — «Человек в штатском» (фон Ревентгоф)
21. 1974 — «Последний подвиг Камо» (Табаков, следователь ЧК)
22. 1976 — «Дни Турбиных» (фон Дуст)
23. 1977 — «Встреча на далёком меридиане», тв (Киреев)
24. 1977 — «Странная женщина» (Николай Ильич)
25. 1977 — «Солдат и слон» (лейтенант)
26. 1978 — «Версия полковника Зорина» (майор)
27. 1980 — «Белый ворон» (председатель фабкома)
28. 1981 — «В начале игры» (врач)
29. 1981 — «Они были актёрами» (член военного трибунала)
30. 1984 — «Время желаний» (будущий владелец квартиры)
31. 1984 — «Победа» (Форрестол)
32. 1985 — «Вина лейтенанта Некрасова» (режиссёр клуба)
33. 1991 — «Не будите спящую собаку» (одессит Аркадий)